# 莫挺之
莫挺之（越南语：／；1280年—1346年），字節夫（越南语：／），越南陳朝時期外交家、詩人。陳英宗時期大臣，被稱作「兩國狀元」（越南陳朝與中國元朝狀元）。除莫挺之外，後世的阮直、阮登道兩位越南人也被稱為兩國狀元。
莫挺之是至靈縣隴洞廊（今海陽省南策縣南新社）人，為李朝莫顯績的五世孫，貌醜而多智。陳英宗興隆十二年（1304年）三月，莫挺之通過殿試，成為陳朝的狀元，獲賜太學生火勇首充內書家。後來成為左僕射。
1308年，元武宗即位後，派遣尚書安魯威來至陳朝，告知即位之事。陳英宗派莫挺之出使元朝。由於莫挺之矮小醜陋，元朝人很看不起他。一天元朝的宰相召他入府，莫挺之見蚊帳上繡著黃雀在竹枝上的圖案，上前將蚊帳撕裂。眾人感到奇怪，皆問其故，莫挺之說：「我聞古人有梅雀書，未聞有竹雀書者。今宰相帳裡繡竹雀。竹，君子也；雀，小人也。宰相以此繡諸帳，是以小人加君子，恐小人道長，君子道消，我為聖朝除之。」眾人都敬佩他的才能。莫挺之朝見元武宗的時候，恰好有外國進貢扇子，元武宗命令莫挺之題詞。莫挺之提筆寫道：「流金礫石，天地為爐。而於斯時兮，伊周钜儒。北風其涼，雨雪載塗。而於斯時兮，夷齊餓夫。噫用之則行，舍之則藏。惟我與爾，有如是夫。」元朝人更加讚賞他。這就是著名的《扇子銘》。
越南皇帝莫登庸是莫挺之的七世孫。1527年，莫登庸建立莫朝之後，追諡其為建始欽明文皇帝（越南语：／）。

## 家族
- 祖父（？）李朝吏部尚書莫顯績[3]
  - 父親廣源首領莫賢[3]
- 長子莫侃[3]
- 次子莫宣休帝莫高（莫瑤）[3]

## 腳註
1. 1 2  《大越史記全書》，吳士連等撰，陳荊和編校，東京大學東洋文化硏究所附屬東洋學文獻センター（昭和59－61年）（1984－1986），386頁。
2. ↑  《大越史記全書》，吳士連等撰，陳荊和編校，東京大學東洋文化硏究所附屬東洋學文獻センター（昭和59－61年）（1984－1986），390頁。
3. 1 2 3 4  牛軍凱. . 华侨华人文献学刊. 2013, 2016 (2): 6.